# 松木光子
松木 光子（まつき みつこ、1934年 - ）は、日本の看護学者・看護師、日本赤十字北海道看護大学初代学長。専門は、看護学。愛媛県出身
松山赤十字看護専門学校卒業。1969年、佛教大学社会福祉学部卒業。1975年、神戸女学院大学大学院文学研究科社会学専攻修士課程修了。1975年、大阪大学医療技術短期大学部助教授。後に同教授。1991年、金沢大学にて「アセトニトリルの生体作用 : 他種のニトリル類との作用の比較」で医学博士受く 。1993年、大阪大学医学部保健学科教授。1997年、福井医科大学（現・福井大学）医学部看護学科教授。大阪大学名誉教授。1999年、日本赤十字北海道看護大学初代学長に就任。2007年、同退職。同名誉学長。第41回フローレンス・ナイチンゲール記章を受賞。
この他、1995年から2001年まで日本看護診断学会理事長を務めた。

## 著書
- 平田雅子と共著『看護技術の物理的考察』メヂカルフレンド社、1979年初版/1990年第2版
- 『実践的看護　看護実践の系統的アプローチ』日総研出版、1984年
- 『看護診断の実際　考え方とケーススタディ』編著、南江堂、1988年初版/1994年改訂第2版
- 『栄養の摂取　不足と過剰の間で』講談社、1995年
- 『看護診断の現在』医学書院、1997年
- 『看護学概論　看護とは・看護学とは』編著、ヌーヴェルヒロカワ、1998年初版/2011年第5版
- 小笠原知枝・渡邉順子ほか共編『これからの看護研究――基礎と応用』廣川書店、2000年
- 小笠原知枝・久米弥寿子ほか共編『看護理論――理論と実践のリンケージ――看護研究の成果に基づく理論を実践しよう』ヌーヴェルヒロカワ、2006年

## 参考
- researchmap：https://researchmap.jp/read0037786/
- プロフィール：https://www.hmv.co.jp/artist_%E6%9D%BE%E6%9C%A8%E5%85%89%E5%AD%90_200000000408644/biography/
- KAKEN：https://nrid.nii.ac.jp/ja/nrid/1000040093463/

1. ↑  博論データベース
2. ↑  http://www.rchokkaido-cn.ac.jp/data/notice001.html